# Люгдон
Люгдон — поселок в Кукморском районе Татарстана. Входит в состав Нижнерусского сельского поселения.

## География
Находится в северо-западной части Татарстана на расстоянии приблизительно 19 км на юг-юго-восток по прямой от районного центра города Кукмор.

## История
Основан в 1930-х годах.

## Население
Постоянных жителей было: в 1949 году — 113, в 1958 — 81, в 1970 — 77, в 1979 — 59, в 1989 — 29, 27 в 2002 году (удмурты 96 %), 12 в 2010.